# Funker Vogt
Funker Vogt es una banda alemana de EBM, formada por Gerrit Thomas y Jens Kästel en 1995.

## Historia
Los miembros son: Gerrit Thomas, Jens Kästel, Björn Böttcher, Frank Schweigert (que reemplazo a Thomas Kroll en 2004) y Kai Schmidt. Todos son de la ciudad de Hameln en Alemania. El nombre de la banda se traduce al castellano como "Operador de Radio Vogt", tomado de un amigo de la banda que fue un navegador/operador en el ejército alemán. La mayoría de sus letras giran alrededor del concepto de guerra.

## Miembros anteriores
- Jens Kästel
- Björn Böttcher
- Frank Schweigert
- Kai Schmidt
- Thomas Kroll
- Sacha Korn

## Discografía

### Álbumes de estudio
- Thanks for Nothing (1996)
- We Came to Kill (1997)
- Killing Time Again (1998) (en parte material nuevo, en parte remixes)
- Execution Tracks (1998)
- Maschine Zeit (2000)
- T (2000/2001) (contine 4 canciones nuevas y 10 remixes)
- Survivor (2002)
- Revivor (2003) (remix album)
- Navigator (2005)
- Aviator (2007)
- Blutzoll (2010)
- Companion In Crime (2013)
- Code Of Conduct (2017)
- Wastelands (2018)

### Álbumes en vivo
- Warzone K17 (2009) (22 éxitos de los pasados 12 años)

### DVD
- Warzone K17 (2009)
- Live Execution 99 (2010) (También presente el álbum T en DVD Audio)

### Singles
- "Words of Power" (1997)
- "Take Care" (1997)
- "Tragic Hero" (1998)
- "Gunman" (2000)
- "Subspace" (2001)
- "Date of Expiration" (2002)
- "Red Queen" (2003)
- "Fallen Hero" (2005)
- "White Trash" (2008)
- "Arising Hero" (2010)
- "Hard Way" (2012)
- "Sick Man" (2014)
- "Der Letzte Tanz" (2017)

### Maxisencillos
- "Velvet Acid Christ Vs Funker Vogt: The Remix Wars - Strike 4" (1999)
- "Código 7477" (2001)

### Recopilaciones
- Always and Forever Volume 1 (2005)
- Always and Forever Volume 2 (2006)

### Vídeos de música
- "Gunman"
- "Subspace"
- "Fallen Hero"
- "Hard Way"
- "Sick Man"

### Remixes por Funker Vogt
- Leæther Strip - How Do I Know (Funker Vogt Remix) (1997)
- Front 242 - Headhunter 2000 (Funker Vogt Mix) (1998)
- Leæther Strip - Hate Me! (Funker Vogt Remix) (1998)
- Assemblage 23 - Disappoint (Funker Vogt RMX) (2001)
- Cruciform Injection - Lacrimal Involucre (Funker Vogt Remix) (2002)
- Beborn Beton - Dr. Channard (Funker Vogt Remix) (2004)
- Icon of Coil - Simulated (Funker Vogt Remix) (2004)
- Informatik - Flesh Menagerie (Funker Vogt Rmx) (2004)
- Dope Stars Inc. - 10.000 Watts (Funker Vogt Remix) (2005)
- Mindless Self Indulgence - Straight To Video (Funker Vogt Mix) (2006)
- Vigilante - The Other Side (Funker Vogt Remix) (2006)
- Theatre of Tragedy - Motion (Funker Vogt Remix) (2009)
- Suicide Commando - Attention Whore (Posing Overdose Remix By Funker Vogt) (2012)
- Bruderschaft - Return (Funker Vogt Remix) (2013)